# Ličin Dol
Ličin Dol (en serbe cyrillique : Личин Дол) est un village de Serbie situé sur le territoire de la Ville de Leskovac, district de Jablanica. Au recensement de 2011, il comptait 97 habitants.

## Démographie
| 1948 | 1953 | 1961 | 1971 | 1981 | 1991 | 2002 | 2011 |
| ---- | ---- | ---- | ---- | ---- | ---- | ---- | ---- |
| 323  | 319  | 281  | 273  | 244  | 198  | 139  | 97   |

|  |